# Hrabstwo Newton (Georgia)

Piramida wieku hrabstwa

Hrabstwo Newton (ang. Newton County) – hrabstwo w stanie Georgia w Stanach Zjednoczonych. Należy do obszaru metropolitalnego Atlanty.

## Geografia
Według spisu z 2000 obszar całkowity hrabstwa obejmuje powierzchnię 279,19 mil2 (723,1 km²), z czego 276,43 mil2 (715,95 km²) stanowią lądy, a 2,76 mil2 (7,15 km²) stanowią wody. Według szacunków United States Census Bureau w roku 2009 miało 99 944 mieszkańców. Jego siedzibą administracyjną jest Covington.

### Sąsiednie hrabstwa
- Hrabstwo Walton (północ)
- Hrabstwo Morgan (wschód)
- Hrabstwo Jasper (południowy wschód)
- Hrabstwo Butts (południe)
- Hrabstwo Henry (południowy zachód)
- Hrabstwo Rockdale (północny zachód)

### Miejscowości
- Covington
- Mansfield
- Newborn
- Oxford
- Porterdale
- Social Circle

## Demografia
Według spisu w 2020 roku liczy 112,5 tys. mieszkańców, co oznacza wzrost o 12,5% od poprzedniego spisu z roku 2010. Według danych z 2020 roku, 48,1% populacji stanowili biali (45% nie licząc Latynosów), następnie 45,9% to byli czarnoskórzy lub Afroamerykanie, 2,7% było rasy mieszanej, 1,2% Azjaci, 0,28% to rdzenna ludność Ameryki i 0,07% pochodziło z wysp Pacyfiku. Latynosi stanowili 5,8% populacji.
Poza osobami pochodzenia afroamerykańskiego, do największych grup należały osoby pochodzenia „amerykańskiego” (14,8%), irlandzkiego (5,5%), angielskiego (5%), niemieckiego (3,6%), meksykańskiego (2,9%) i jamajskiego (2,9%).

## Polityka
W wyborach prezydenckich w 2020 roku, 54,9% głosów otrzymał Joe Biden i 44% przypadło dla Donalda Trumpa.